# Сибничка пећина
Сибничка пећина - се налази на „Великом граду“ (815 m), доминантном врху Гледићких планина, који се састоји од белих кречњака доње креде. На поменутом врху налазе се и остаци темеља римског града који потиче из првог века н. е, а можда и пре, по коме је и добио назив. Пећина се налази у близини села Сибница. 
Отвор Сибничке пећине висок је 3 m, а широк је свега 50 cm. Од отвора, у малу одају пећине, најпре води канал, благим успоном дужине 6 m ширине 1 m. На четвртом метру одаје, са десне стране према висини, постоји споредни канал дужине 2,5 m, а ширине 60 cm који се при врху смањује и износи 20 cm. На почетку споредног канала, на висини од 2 m, налази се једини накит пећине у виду драпера са три боре. На шестом метру, главни пећински канал се сужава и благим прегибом одваја прву од друге одаје. Главни канал друге одаје дуг је 3 m, а просечно широк 2 m. Одаја се према висини постепено сужава, због чега има облик куполе. Из поменуте одаје главни канал се рачва у два бочна хоризонтална канала дужине по 2 m и један вертикални висине 4 m, чиме се оећина и завршава. Сибничка пећина је највиша и најстарија пећина у Шумадији и Поморављу..

## Јама
Сибничка јама - налази се у непосредној близини пећине, на јужној страни Великог града. У јаму се улази кроз отвор ширине 40цм. Према унутрашњости води стрми канал ширине 3-4м, који се на дванаестом метру јако сужава и спречава даље истраживање најдубље јаме у Шумадији. Недалеко од јаме је врело Говор вода, које је вероватно у вези са јамом.